# Dodge A100
A100 est une gamme de fourgons compacts et de camions américains fabriqués et commercialisés de 1964 à 1970 par la Chrysler Corporation sous la marque Dodge aux États-Unis et la marque Fargo au Canada.
L'A100 concurrencait les Ford Econoline, Chevrolet Van et Chevrolet Corvair Greenbrier, ainsi que le Volkswagen Type 2. La gamme comprenait un pick-up et une fourgonnette, toutes deux avec une conception «cab over». Le fait de placer le conducteur au-dessus de l'essieu avant avec le moteur près des roues avant est appelé un véhicule «cab over». Le nez était plat, avec le moteur placé entre le conducteur et le passager, qui étaient assis au-dessus de l'essieu avant. Les véhicules monocoque utilisaient un empattement court de 2300 mm (90 po). Un A108 était également disponible de 1967 à 1970, avec un empattement plus long de 2700 mm (108 po). L'A108 était populaire auprès des entreprises de conversion de camping-cars. Un A100 pick-up d'exposition à moteur Hemi considérablement modifié, appelé le "Little Red Wagon", conduit par Bill "Maverick" Golden, était un dragster d'attraction populaire des années 1960 au début des années 2000.

## Moteurs
- 1964-1966 : Six cylindres en ligne Slant-6 2.8 L de 101 ch (75 kW)
- 1970 : Six cylindres en ligne Slant-6 3.2 L de 125 ch (93 kW)
- 1964-1970 : Six cylindres en ligne Slant-6 3.7 L de 145 ch (108 kW)
- 1965-1966 : V8 LA de 4.5 L
- 1967-1970 : V8 LA 5.2 L de 210 ch (160 kW)

## Camions L-Series
De 1966 à 1971, Dodge a construit des camions L-Series à cabine moyenne Cab over avec une cabine inclinable vers l'avant basée sur la carrosserie de l'A-100,.

## Dodge A100 dans la culture populaire
Le Dodge A100 a été présenté dans la série télévisée américaine That '70s Show dans l'épisode "Le Dernier Jour de Red", en tant que nouvelle camionnette de Michael Kelso. Il est également apparu dans le film Cars en tant que personnage Dusty Rust-eze, dans le remake de Massacre à la tronçonneuse, ainsi que dans la comédie Harvard à tout prix. Un A100 est apparu dans de nombreuses couleurs différentes dans la série télévisée Batman des années 1960. Le plus souvent, c'était le véhicule d'évasion préféré du méchant de chaque épisode.
Le Dodge Little Red Wagon était un célèbre pick-up de course de dragsters présenté en 1965 sur la base du pick-up A100.

## Galerie

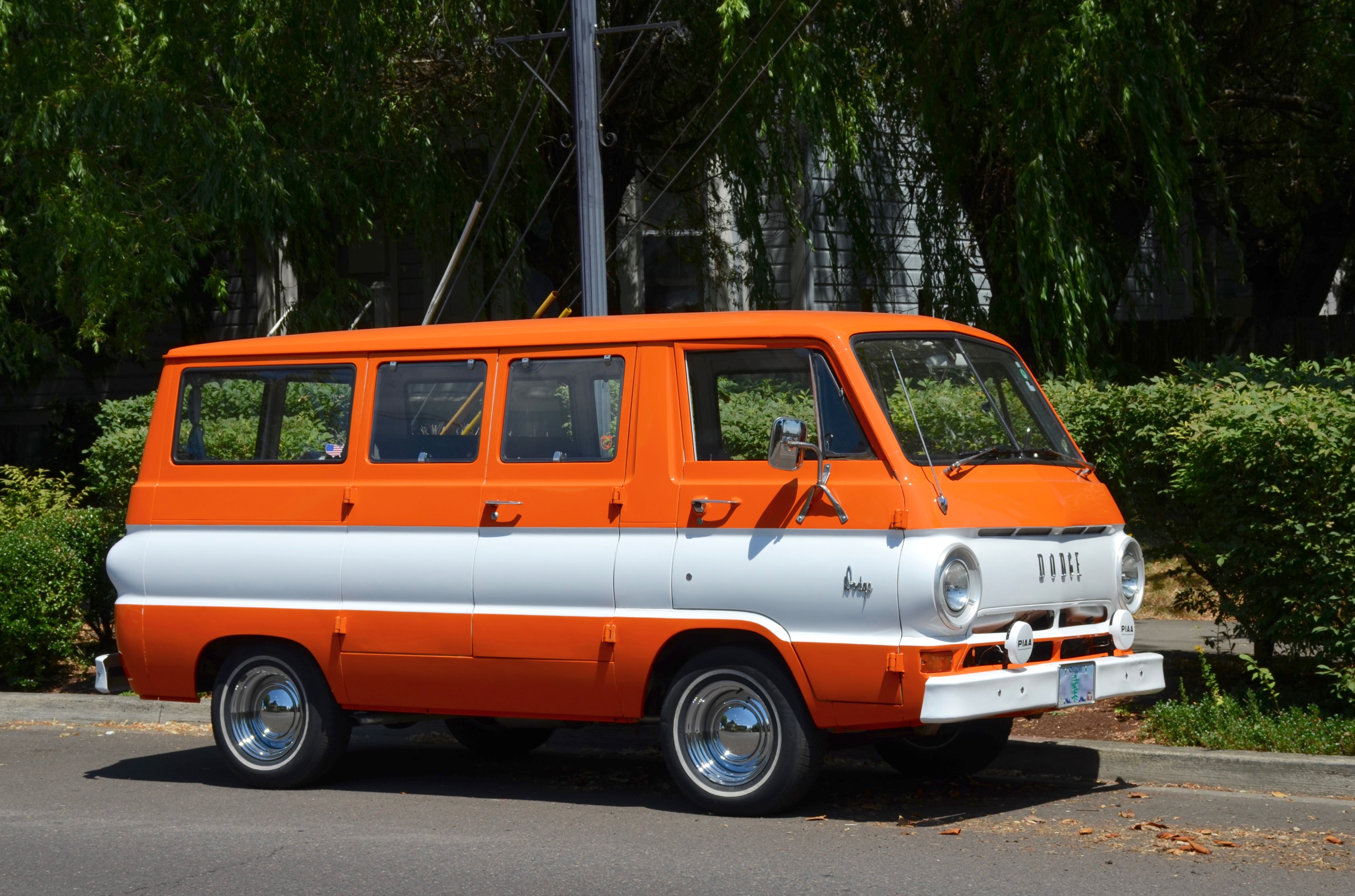
A100 Sportsman
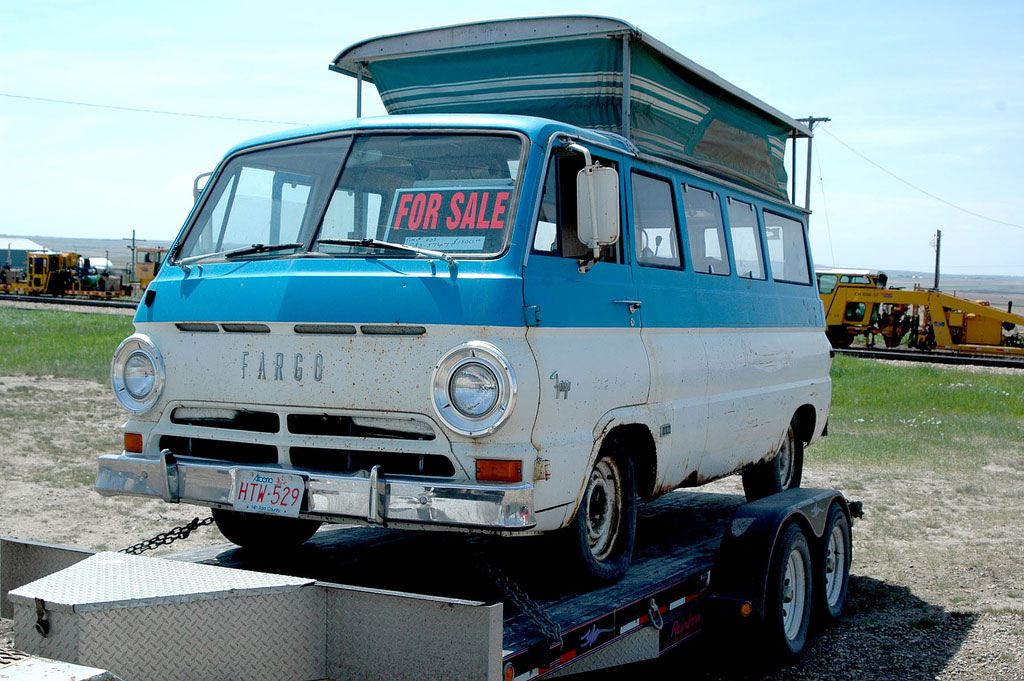
Un Fargo canadien en conversion camping-car sur l'empattement plus long de 108 pouces
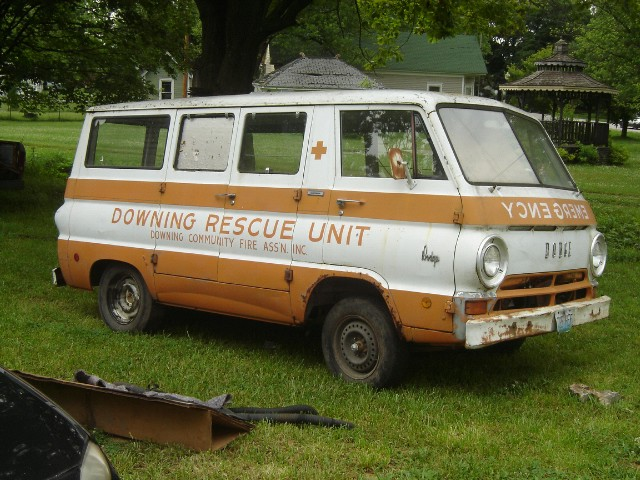
Un A100 modifié en tant que véhicule d'urgence
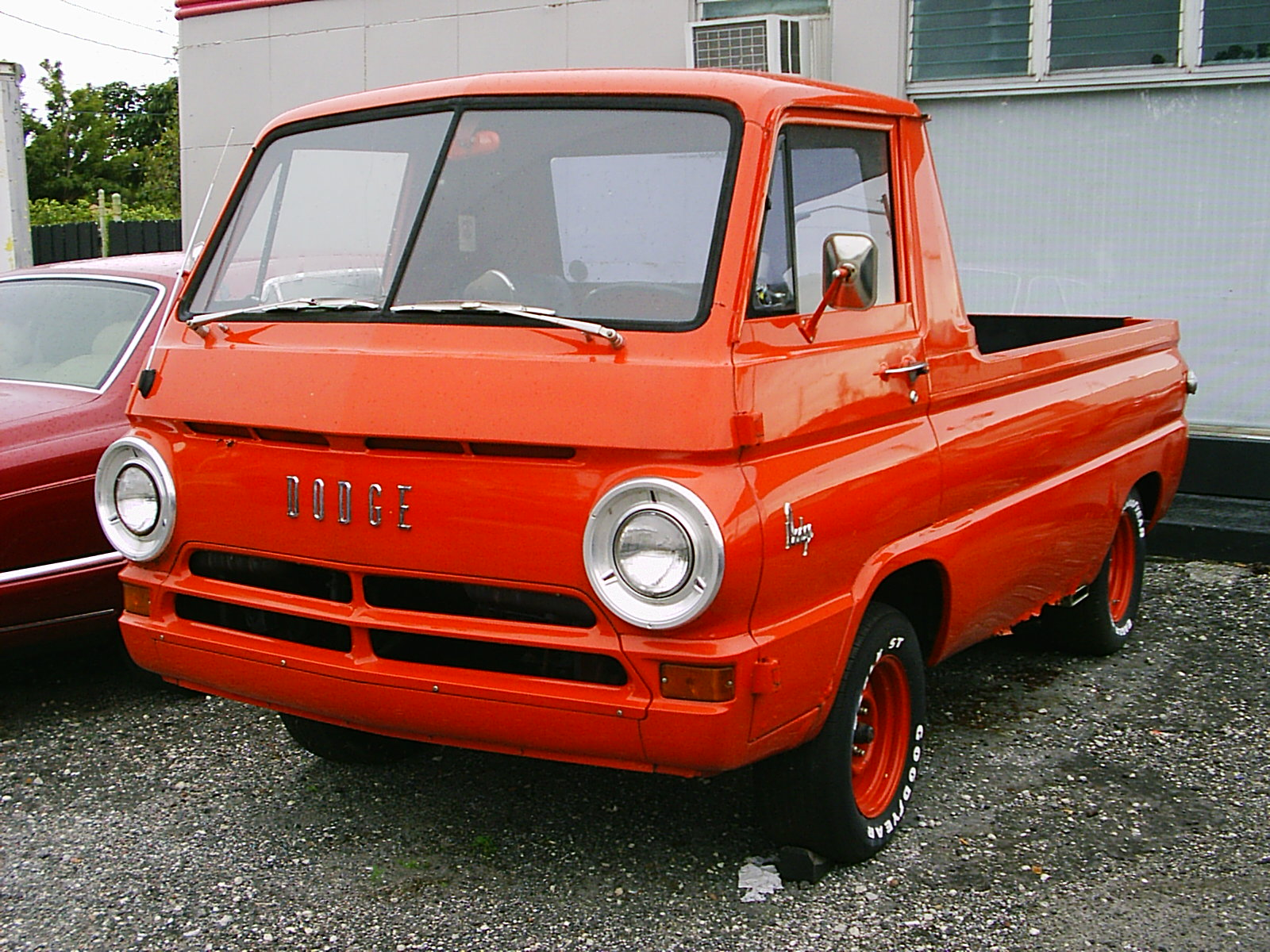
Dodge A100 Pickup
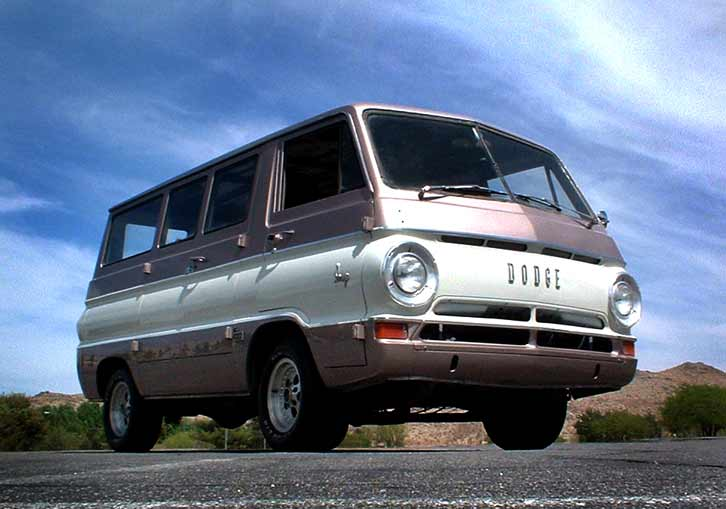
A100 Sportsman Custom